# Viscatxa
La viscatxa (Lagidium viscacia) és una espècie de rosegador de la família Chinchillidae. Es troba a la regió sud extrema del Perú, a la regió central de Bolívia, a la regió Nord i Central de Xile i la regió occidental de l'Argentina.